# Зундгау
Зундгау (на немски: Sundgau, Südgau, Suntgowe, Oberelsass) е средновековно гау-графство в Южен Елзас в днешния департамент О Рен, Франция, между градовете Базел, Белфорт и Мюлхаузен.

## История
През Средновековието територията на тогавашния Елзас е разделена на две гау-графства, „Нордгау“ (Nordgowe, „Unterelsass“) и Зундгау.

## Графове в Зундгау
- Хуго фон Тур (* 780; † 20 октомври 837), родоначалник на Лиутфридите, графове в Зундгау, странична линия на Етихонидите
- Хуго, граф в Зундгау, 866/69 абат на Мюнстер-Гранфелден
- Лиутфрид (доказан 876/902), 879 господар на Монца, брат на Хуго, граф в Зундгау, 884 абат, зет на Унрох III маркграф на Фриули
- Лиутфрид, 986 граф в Зундгау, вероятно правнук на Лиутфрид
- Ото I фон Хабсбург (1015 – 1055), от 1045 г. граф в Зундгау и Хабсбург, син на Радбот фон Хабсбург и Ита фон Лотарингия

### Гау-графове в Зундгау
От 1125 до 1324 г. господари на Зундгау са графовете на Пфирт

## Фогтове в Зундгау
- Мартин Малтерер († 9 юли 1386 убит при Земпах), рицар, 1381/84 австрийски фогт в Елзас и Брайзгау
- Валтер фон Алтенклинген († 1394/95), 1381/85 фогт в Ааргау, Тургау и Шварцвалд, 1386 фогт в Елзас и Бургундия (Зундгау)
- Фридрих III фон Тек († 1390), 1359 австрийски фогт в Швабия, Елзас, Зундгау, Тургау и Ааргау (Церинги)
- Освалд I фон Тирщайн (ок. 1423 – 1488), губернатор на Елзас, граф в Зундгау и Брайзгау и ландфогт в Лотарингия и Кьолн, зет на Хайнрих II фон Насау-Диленбург
- Фридрих IV († 1411), син на Фридрих III, 1391 херцог на Тек, фогт в Елзас (Церинги)
- Йохан фон Оксенщайн († 1386 убит при Земпах), 1384 фогт в Елзас и Зундгау
- Смасман (Максимин I) фон Раполтщайн († 1451, 1406/08 австрийски фогт в Елзас и Зундгау
- Смасман (Максимин I) фон Раполтщайн († 1451), втори път австрийски фогт в Елзас и Зундгау 1432/37
- Вилхелм I († 1507), господар на Раполтщайн, 1476/82 фогт в Предна Австрия
- Вилхелм I († 1507), господар на Раполтщайн, 1486/87 втори път фогт в Предна Австрия
- Рудолф V фон Зулц († 1535), граф фон Зулц, ландграф в Клетгау, 1520 кралски щатхалтер на Вюртемберг, 1523/35 щатхалтер на Предна Австрия, внук на Херман фон Зулц († 1429)